# Karlsruher Physikkurs
Der Karlsruher Physikkurs (kurz: KPK) ist ein von Physikdidaktikern (insbesondere Gottfried Falk, Wolfgang Ruppel, Friedrich Herrmann) am Institut für Didaktik der Physik der Universität Karlsruhe ausgearbeiteter Vorschlag zur Neustrukturierung des Physikunterrichts in Schule und Hochschule. Darüber hinaus  hat auch der Physiko-Chemiker Georg Job wichtige Beiträge zu diesem Kurs geliefert.
Wesentlicher Anspruch des Kurses ist, die Kompetenzen in den physikalischen Fachrichtungen Mechanik, Wärmelehre, Elektrizitätslehre und Atomphysik durch ein auf der Gibbsschen Formulierung der Thermodynamik aufbauendes Bilanzierungskonzept effektiver zu vermitteln als in konventionellen Kursen. Der Karlsruher Physikkurs wird fachlich und fachdidaktisch kontrovers diskutiert. Ein unabhängiger Nachweis für die Effektivität ist nicht erbracht.
In einem Gutachten, das von der Deutschen Physikalischen Gesellschaft (DPG) in Auftrag gegeben wurde und das am 12. Februar 2013 veröffentlicht wurde, wird dem Karlsruher Physikkurs die fachliche Fundierung abgesprochen. Die DPG rät von einem Einsatz in der physikalischen Ausbildung an Schulen nachdrücklich ab.

## Inhalt
Zentrales Element des Kurses ist die Unterscheidung zwischen intensiven und extensiven Größen und die Formulierung von Bilanzgleichungen. Über verschiedene Teilbereiche der Physik hinweg wird durch begriffliche Analogien eine Vernetzung angestrebt. Diese soll erfolgen, indem stets von extensiven mengenartigen Größen wie der elektrischen Ladung, der Entropie oder dem Impuls und ihren intensiven Partnergrößen wie dem elektrischen Potential, der Temperatur bzw. der Geschwindigkeit gesprochen wird und die Vorstellung betont wird, dass eine Differenz der intensiven Größe einen Antrieb für den Strom der jeweiligen extensiven Partnergröße bedeutet.
In der Mechanik wird der Impuls an den Anfang gestellt. Er wird als eine substanzartige Größe verstanden, die ähnlich wie die Ladung in der Elektrizitätslehre in einem Körper gespeichert und auf einen anderen übertragen werden kann. Der Impuls wird somit als begriffliche Grundgröße eingeführt mit der eigens dafür eingeführten Einheit „Huygens“, die es im internationalen Einheitensystem nicht gibt. Begründet wird das damit, dass der Impuls der klassischen Mechanik nur den Sonderfall eines allgemeinen Impulsbegriffs darstellt. Die Übertragung von Impuls von einem Körper auf einen anderen wird analog zur Elektrizitätslehre Impulsstrom genannt. An Stelle der Kraft tritt daher die Impulsstromstärke. Sie ist die Ursache sowohl für Beschleunigungen als auch für mechanische Spannungen. 
In der Thermodynamik bedeutet das Karlsruher Konzept, dass die komplizierte, aber grundlegende Größe Entropie (siehe dazu 2. Hauptsatz der Thermodynamik) viel früher als üblich eingeführt wird. Dies geschieht nach Ansicht der Karlsruher Didaktiker u. a. als genaue und zugleich verständliche Präzisierung von Vorstellungen, „die in der Umgangssprache als Wärme bezeichnet werden“. Verwendet wird dabei die eigens für den KPK erfundene Maßeinheit „Carnot“.
In der Atomphysik wird auf die üblichen Atommodelle, beispielsweise auf das Bohrsche Atommodell, verzichtet. Stattdessen werden die Elektronen im Atom durch das sogenannte Elektronium modelliert. Elektronium ist demnach eine kontinuierliche, über das ganze Atom verteilte fiktive Substanz, deren Dichte durch die quantenmechanische Aufenthaltswahrscheinlichkeitsdichte gegeben ist.

## Unterrichtseinsatz und Weiterentwicklungen
1988 bis 1992 wurde der Karlsruher Physikkurs an etwa 20 Schulen in Baden-Württemberg erprobt, im Bildungsplan dieses Bundeslandes befand sich ab 1994 eine Sonderklausel, die den Einsatz der Kursmaterialien im Unterricht erlaubte. Im Jahr 2004 wurden die Lehrbücher zum Kurs im Bundesland Baden-Württemberg für die Sekundarstufe I zugelassen. Am Europa-Gymnasium Wörth in Rheinland-Pfalz, wo der Physikkurs erprobt wird, wurde in einem Sonderkurs 2012 auch das Abitur nach diesem Modell abgelegt.
Der Karlsruher Physikkurs wurde auch an einigen Gymnasien in Shanghai erprobt, im September 2014 wurde ein auf dem Karlsruher Physikkurs basierendes Lehrwerk in China als Schulbuch zugelassen. Übersetzungen liegen auch vor in Englisch, Französisch, Italienisch, Russisch, Schwedisch und Spanisch.
Parallel zum Karlsruher Physikkurs hat Andrea diSessa ebenfalls vorgeschlagen, bei der Lehre der elementaren Mechanik den Impulsstrom zu verwenden. In seiner Veröffentlichung wird jedoch deutlich, dass er an einen Einsatz dieses Konzepts in der Sekundarstufe I nicht gedacht hat. Außerdem weist er (wie auch das DPG-Gutachten) darauf hin, dass im Gegensatz zum elektrischen Strom beim Impulsstrom eine Messung der Stromrichtung nicht möglich ist.
Aufbauend auf dem Karlsruher Physikkurs ist an der Zürcher Hochschule Winterthur von Werner Maurer und Hans Ulrich Fuchs die Physik der dynamischen Systeme entwickelt worden, die systemdynamische Modellierungstechnik benutzt und sich an der mathematischen Sprache der Kontinuumsphysik orientiert.

## Rezeption
Nach kritischen Stellungnahmen des Deutschen Vereins zur Förderung des mathematischen und naturwissenschaftlichen Unterrichts (MNU) wurde 1998 ein Symposium abgehalten, bei dem sich eine gewisse Annäherung der Standpunkte ergab.

### Gutachten der DPG
Die Deutsche Physikalische Gesellschaft (DPG) ließ 2012 ein Gutachten zum Karlsruher Physikkurs anfertigen, welches 2013 noch ergänzt wurde, jedoch nicht unumstritten ist. Als Ergebnis lehnt die DPG den Physikkurs deutlich ab.
Sie begründet ihre Ablehnung damit, dass der Karlsruher Physikkurs eine grundsätzlich falsche Vorstellung von Physik erzeuge und den Schülern Konzepte beibringe, die inhaltlich fragwürdig bzw. falsch seien. 
Das zeige sich beispielsweise am Begriff des Impulsstroms, dessen Richtung durch eine willkürliche Konvention festgelegt sei. Dadurch sei er von der Ausrichtung des Koordinatensystems abhängig und könne allein durch eine neue Wahl des Koordinatensystems willkürlich verändert werden. Er sei daher „keine Eigenschaft des Systems“ (während der zum Vergleich herangezogene elektrische Strom lediglich eine Vorzeichenkonvention hat und mit entsprechend kalibriertem Amperemeter objektiv messbar ist). Der KPK erkennt Impulsströme auch in statischen Situationen; in denen ströme aber kein physikalischer Impuls, und das verletze den Impulserhaltungssatz. (Der zuletzt genannten Aussage wird widersprochen.)  In einer homogenen Flüssigkeit ohne Scherkräfte hätte in diesem Bild der Druck die Bezeichnung Impulsstromdichte (Impulsstromstärke durch Querschnittsfläche). Die Bedeutung der Impulsstromdichte gehe jedoch über die des Drucks hinaus, da sie eine tensorielle Größe sei, der Druck jedoch nur eine skalare. Dies müsse im Unterricht bis weit in die Hochschulkonzepte hinein übergangen werden – ermöglicht allerdings auch eine konsistente Beschreibung von Zug-, Schub- und Scherkräften.
Weiterhin bemängelt die DPG die Deutung der Entropie als „Wärme“. Der Begriff Wärme stehe in der Thermodynamik für eine klar definierte Prozessgröße (z. B. spreche man von der „erzeugten“ bzw. „aufgenommenen Wärmeenergie“), was von der Zustandsgröße „Entropie“ zu trennen sei, wie man schon an den verschiedenen Einheiten sehe. Zudem werde damit die Entropiezunahme in irreversiblen Prozessen, insbesondere Prozessen ohne Wärmezufuhr, nicht abgedeckt. In der Elektrodynamik werden „magnetische Ladungen“ zur Erklärung der Magnetisierung herangezogen, statt magnetische Dipole. Ebenso wird kritisiert, dass elektromagnetischen Wellen ein „Träger“ zugeschrieben wird, das Vakuum diene als „neuer Name“ für den Äther.
Schließlich kritisiert sie, dass die Formulierungen des Karlsruher Physikkurs so weit von der etablierten Fachsprache entfernt seien, dass sie von keinem Techniker oder Wissenschaftler verstanden werden könnten, nicht einmal an der Hochschule.

„Der KPK ist als Grundlage eines physikalischen Unterrichts ebenso ungeeignet wie als Leitlinie zur Formulierung physikalischer Lehr- oder Bildungspläne. Die Deutsche Physikalische Gesellschaft rät mit allem Nachdruck davon ab, den KPK in der physikalischen Ausbildung zu verwenden.“